# Bernhard Stredele
Bernhard Stredele (* 9. August 1911 in Uffing am Staffelsee; † 1981) war vom September 1943 bis 1945 Kreisleiter der NSDAP Berchtesgadens. Er wurde wegen Kriegsverbrechen verurteilt.

## Leben
In die NSDAP trat Stredele zum 1. November 1930 ein (Mitgliedsnummer 345.439). Er leistete im Zweiten Weltkrieg im Rang eines Oberleutnants der Reserve Kriegsdienst bei der 1. Gebirgs-Division. Er erhielt dabei im September 1942 das Deutsche Kreuz in Gold. Als Gauhauptamtsleiter und Gauschulungsleiter erhielt er am 30. Januar 1943 das Goldene Parteiabzeichen der NSDAP.
Er war vom September 1943 bis 3. Mai 1945 Kreisleiter bzw. „Kriegskreisleiter“ der NSDAP in Berchtesgaden. Stredele trat entschieden für Abwehrkämpfe in Berchtesgaden ein. Letztendlich hat er aber am 3. Mai 1945 seine Zuständigkeiten auf Landrat Karl Theodor Jacob übertragen und sich aus dem Staub gemacht. Am 4. Mai 1945 übergab Jacob den amerikanischen Truppen auf der Straße zwischen Hallthurm und Berchtesgaden den südlichen Teil des Landkreises.
Nach Ende des Zweiten Weltkrieges war Stredele Angeklagter in einem der Fliegerprozesse, weil er im März 1945 auf einer Versammlung der ihm untergebenen NSDAP-Ortsgruppenleiter aus dem Bereich Berchtesgaden den Befehl gegeben hatte, alle gefangen genommenen alliierten Flieger zu beseitigen, da diese keine Soldaten, sondern Kriminelle seien. Dabei hatte er sich anlässlich seiner Gerichtsverhandlung auf einen Befehl Martin Bormanns berufen.
Des Weiteren wurde er angeklagt, dass er am 16. April 1945 einem seiner Untergebenen, dem Ortsgruppenleiter der NSDAP und Bürgermeister von Freilassing August Kobus befahl, den amerikanischen Piloten Chester E. Coggeshall, der mit seinem Flugzeug bei Sillersdorf abgeschossen worden war und sich ergeben hatte, hinzurichten. Kobus gab an, dass er diesem Befehl Folge geleistet habe. Den Flieger hatte Kobus mit zwei Kopfschüssen in einem Wald zu Tode gebracht. Stredele wurde am 14. März 1946 zum Tode durch Erschießen verurteilt.
Das Todesurteil wurde nicht vollstreckt, sondern am 15. Juli 1947 in eine lebenslängliche Haftstrafe im  Kriegsverbrechergefängnis Landsberg umgewandelt. Er erhielt im Januar 1954 Haftverschonung aus Gesundheitsgründen ("medical parole"), die im März 1956 widerrufen wurde. Im April 1957 wurde er erneut entlassen.
Stredele war verheiratet und hatte drei Kinder.